# Alka Sadat
Alka Sadat (en persa, الکا سادات) (Herat, 1988) és una productora de documentals i directora de cinema afganesa. Es va fer famosa amb la seva primera pel·lícula de 25 minuts Half Value Life (Vida de mig valor), que destaca la injustícia social i la delinqüència; la pel·lícula va guanyar diversos premis.
És la germana menor de Roya Sadat, la primera productora i directora de cinema afganesa. Les dues germanes han col·laborat en moltes produccions cinematogràfiques des del 2004 i han estat fonamentals per a la creació de la Casa de Cinema Roya. Per la seva primera pel·lícula va rebre el Premi Afganès per la Pau, i des de llavors ha realitzat nombrosos documentals pels quals ha guanyat nombrosos premis internacionals com a productora, càmera i directora, i també pel seu treball a la televisió. Totes dues havien participat al «Món musulmà: un festival de curtmetratges», organitzat a l'Escola de Cinema de Los Angeles, on es van presentar 32 pel·lícules de l'Afganistan. El 2013 va coordinar la celebració del primer «Festival Internacional de Cinema de Dones de l'Afganistan».
La seva contribució a la realització de pel·lícules fins ara ha estat en 15 documentals i un curtmetratge de ficció.

## Membre del jurat a Festivals de Cinema

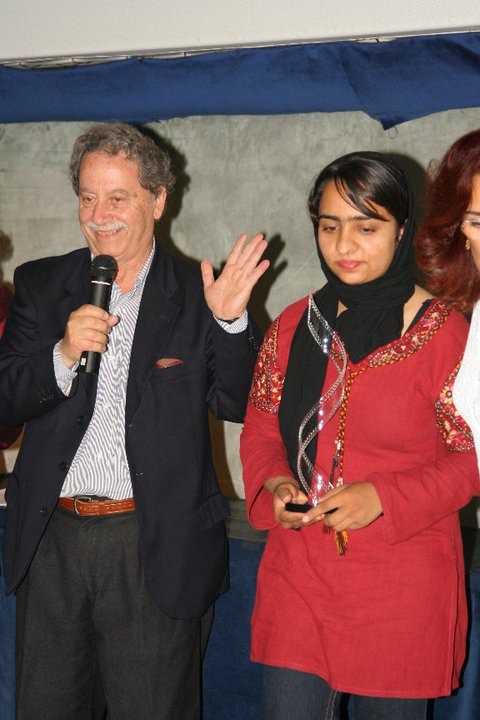
Festival de cinema a Itàlia, 2007

- 2017: Cap del jurat al 18è Festival Internacional de Cinema de Jeonju (Corea del Sud).
- 2015: Festival de cinema feminista de Londres (Regne Unit).
- 2015: Festival de cinema 60 segons (Afganistan).
- 2014: Festival de cinema estudiantil de l'Afganistan (Afganistan).
- 2013: Premi d'Art Contemporani Afganès (Afganistan).
- 2011: Festival de cinema asiàtic (Itàlia).